# Can Recó Bonic
Can Recó Bonic és una obra gòtica de Corçà (Baix Empordà) inclosa a l'Inventari del Patrimoni Arquitectònic de Catalunya.

## Descripció
Edifici format estructuralment per quatre cossos enganxats a diferents alçades (un, el més alt, central de quatre plantes, i dos laterals de tres nivells, l'extrem dret en queda un altre, que és el més baix i està format per només planta baixa i pis). Aquests cossos estan homogeneïtzats pel sistema constructiu utilitzat, pedra per les estructures portants, i teula àrab pel que fa a la coberta.

## Història
Fa poc temps ha estat restaurat, i ara és utilitzat com a segona residència d'algun estiuejant de la zona.